# Ischaemum amethystinum
Ischaemum amethystinum là một loài thực vật có hoa trong họ Hòa thảo. Loài này được Lebrun mô tả khoa học đầu tiên năm 1966.